# Věra Komisovová
Věra Jakovlevna Komisovová (rusky Вера Яковлевна Комисова, rozená Nikitinová rusky Никитина; * 11. června 1953, Leningrad) je bývalá sovětská atletka, běžkyně. Specializovala se na krátké překážkové běhy.

## Kariéra
V roce 1979 se na halovém ME ve Vídni probojovala do finále běhu na 60 metrů překážek. V něm doběhla v čase 8,13 s těsně pod stupni vítězů, na 4. místě. V témže roce vybojovala bronzovou medaili v běhu na 100 metrů překážek na světové letní univerziádě v Mexiku. O rok později skončila na halovém evropském šampionátu v tehdy západoněmeckém Sindelfingenu na 5. místě. Na Mistrovství Evropy v atletice 1982 v Athénách obsadila ve finále 6. místo.

### Olympijské hry
Největší úspěchy své kariéry zaznamenala v červenci roku 1980 na letních olympijských hrách v Moskvě. V úvodním rozběhu předvedla výkonem 12,67 s nejrychlejší čas ze všech 20 závodnic. V semifinále, které bylo rozděleno do dvou běhů zvítězila v prvním časem 12,78 s. Rychleji trať zaběhla jen ve druhém běhu tehdejší držitelka světového rekordu Polka Grażyna Rabsztynová (12,64 s), která 13. června 1980 ve Varšavě posunula hodnotu na 12,36 s.
Ve finále Rabsztynová skončila až pátá (12,74 s) a olympijskou vítězkou se stala Komisovová, která trať zaběhla v čase 12,56 s, čímž vytvořila nový olympijský rekord. Bronz vybojovala další Polka Lucyna Langerová a stříbro získala olympijská vítězka z předchozích her v Montrealu Johanna Klierová z NDR.
Druhou medaili přidala ve štafetě na 4×100 metrů, když se svými krajankami Ljudmilou Maslakovovou, Věrou Anisimovovou a Nataljou Bočinovou vybojovala stříbro.

### Osobní rekord
5. srpna 1980 na atletickém mítinku v Římě si vytvořila hodnotou 12,39 s nový osobní rekord a za tehdejším světovým rekordem zaostala o pouhé tři setiny sekundy. Tento čas je dodnes v popředí dlouhodobých tabulek. Výše je jen sedmička dalších překážkářek (Joanna Hayesová, Grażyna Rabsztynová, Gail Deversová, Sally Pearsonová, Ludmila Engquistová, Ginka Zagorčevová a Jordanka Donkovová).